# أسس نقد الاقتصاد السياسي

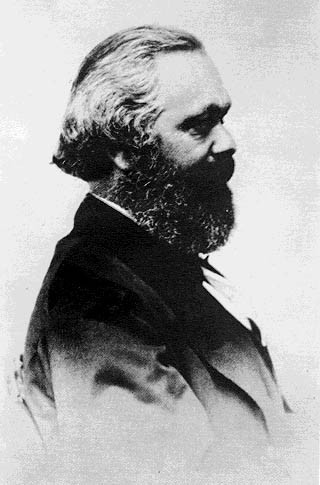
مؤسس نقد الاتقصاد السياسي حيث انه يستند عليه في أكثر دول العالم

أسس نقد الاقتصاد السياسي (بالألمانية: Grundrisse der Kritik der Politischen Ökonomie) المعروفة بجرندريسه هي مخطوطة طويلة  غير تامة كتبها الفيلسوف الألماني كارل ماركس. بعد أن وضعها ماركس جانبا في عام 1858، ظلت غير منشورة حتى عام 1939.

## محتويات
موضوع جرندريسه واسع النطاق بشكل كبير ويغطي كل الأقسام الستة في نظرية ماركس الاقتصادية. وغالبا ما توصف بأنها مسودة أولية لكتاب رأس المال، على الرغم من أن هناك خلاف كبير حول العلاقة الدقيقة بين النصين، وخاصة حول مسألة المنهجية.
بسبب اتساع موضوعها واشتمالها على ثيمات من كتابات ماركس المبكرة، لجرندريسه أهمية بين مؤلفات ماركس.  يشمل موضوعها الإنتاج، علاقات الإنتاج، التوزيع، تبادل، الاغتراب، قيمة، العمل، الرأسمالية، صعود التكنولوجيا والأتمتة، أشكال التنظيم الاجتماعي قبل الرأسمالية، الشروط المسبقة لحدوث الثورة الشيوعية. وقد لاحظ الباحثون وجود اختلافات أساسية بين كتابات ماركس المبكرة مثل الأيديولوجية الألمانية و البيان الشيوعي ، والكتابات المتأخرة مثل رأس المال وجرندريسه مما يشير إلى أن آراء ماركس قد تطورت، رغم أن المواضيع الرئيسية بقيت على حالها.
كما ادعى مارتن نيكولاوس وآخرون، جرندريسه بالغ الأهمية لفهم تحليل ماركس الناضج للرأسمالية، على الرغم من أنها تاريخيا كانت ذات تأثير طفيف في تطوير الفروع المختلفة من النظرية الماركسية من النصوص السابقة مثل البيان الشيوعي، المخطوطات الاقتصادية والفلسفية 1844 و الألمانية أيديولوجية. قبيل وفاته، فإن ماركس، وفقا لنيكولاوس، نظر إلى هذا المؤلف الأخير «بشك يقارب الرفض». بينما كانت جرندريسه أحد النصوص القليلة التي تكلم عنها ماركس «بشعور بالإنجاز.» إذا كان هذا صحيحا، قد يكون السبب الرئيسي لذلك كون الجزء الأول والأساسي من الألمانية أيديولوجية كان قد كتبه فريدريك إنجلز في حين أن الأجزاء اللاحقة، الساخرة من الردة اللغوية  والمتاجرة اللغوية لفلاسفة الهيغلية اليسارية  كتبها ماركس.
الفيلسوف الفرنسي لوي ألتوسير يعتقد أن فكر ماركس قد أسيء فهمه وقلل من شأنه. وقد أدان التأويلات المختلفة لماركس—مثل التاريخانية، المثالية، الاقتصادوية—على أساس أنها لا تدرك أن «علم تاريخ» ماركس، المادية التاريخية، يمثل نظرة ثورية للتغيير الاجتماعي. يعتقد ألتوسير أن هذه الأخطاء ناتجة من فكرة (خاطئة في رأيه) أن مجمل مؤلفات ماركس تشكل كاملا متساوقا. طرح ألتوسير فكرة وجود قطيعة معرفية راديكالية في فكر ماركس، يمكن ملاحظتها من خلال مقارنة جرندريسه غيرالمنشورة  ورأس المال.

## تأثير جرندريسه
كان لترجمة جرندريسه إلى اللغة الإنجليزية في عام 1973 تأثير عميق على مجال الدراسات الثقافية الذي كان في طور النشوء حينها. ستيوارت هول، الذي شغل حينها منصب مدير مركز الدراسات الثقافية المعاصرة في جامعة برمنغهام، قاد العديد من الندوات حول مقدمة  ماركس للجرندريسه، وخاصة «منهج الاقتصاد السياسي.» هذه الندوات توجت بإصدار ورقة عمل بعنوان «ملاحظات ماركس حول المنهج: قراءة لمقدمة 1857» وفقا لجريج وايز، في ورقة العمل تلك، وضع هل أسس نظريات overdetermination والتعبير،  التي سيتم استخدامها في دراسة عن السطو في المملكة المتحدة، تنظيم الشرطة للأزمة.

## الحواشي
1. ↑  Ellen Meiksins Wood [//en] (2002) The Origins of Capitalism: A Longer View London: Verso p.35 نسخة محفوظة 1 نوفمبر 2020 على موقع واي باك مشين.
2. ↑  Nicolaus, Martin.
3. ↑  Althusser، Louis؛ Balibar, Etienne (2009). Reading Capital. Verso.
4. ↑  Wise، Greg (2003). "Reading Hall Reading Marx". Cultural Studies. ج. 17 ع. 2: 105–112. DOI:10.1080/0950238032000071668.
5. ↑  Hall، Stuart (2003). "Marx's Notes on Method: A 'Reading' of the '1857 Introduction.'". Cultural Studies. ج. 17 ع. 2: 113–149. DOI:10.1080/0950238032000114868.